# Egira saxea
Egira saxea är en fjärilsart som beskrevs av John Henry Leech 1889. Egira saxea ingår i släktet Egira och familjen nattflyn. Inga underarter finns listade i Catalogue of Life.